# Tonya Edwards
Tonya LaRay Edwards (ur. 13 marca 1968 we Flint) – amerykańska koszykarka występująca na pozycji rzucającej, po zakończeniu kariery sportowej – trenerka koszykarska, obecnie asystentka trenera Chicago Sky.

## Osiągnięcia
Na podstawie, o ile nie zaznaczono inaczej.

### NCAA
- Mistrzyni NCAA (1987, 1989)
- Uczestniczka rozgrywek:
  - NCAA Final Four (1987–1989)
  - Elite 8 turnieju NCAA (1987–1990)
- Mistrzyni:
  - turnieju konferencji Southeastern (SEC – 1988, 1989)
  - sezonu regularnego SEC (1990)
- Most Outstanding Player (MOP=MVP) turnieju kobiet NCAA (1987)

### WNBA
- Uczestniczka meczu gwiazd WNBA (1999)

### Inne
Drużynowe
- Mistrzyni ABL (1997, 1998)

Indywidualne
- Zaliczona do Greater Flint Afro-American Hall of Fame (2006)

### Reprezentacja
- Zdobywczyni Pucharu Williama Jonesa (1987)[3]
- Finalistka Pucharu Williama Jonesa (1988)[4]
- Zaliczona do I składu Pucharu Jonesa (1987, 1988)

### Trenerskie
- Mistrzyni WNBA (2016 jako asystentka trenera)
- Wicemistrzyni SWAC (2011)
- Trenerka roku konferencji Southwestern Athletic (SWAC – 2011)